# (13126) Calbuco
(13126) Calbuco ist ein Asteroid des Hauptgürtels, der am 10. August 1994 vom belgischen Astronomen Eric Walter Elst am La-Silla-Observatorium (IAU-Code 809) der Europäischen Südsternwarte in Chile entdeckt wurde.
Der Asteroid wurde am 2. Juni 2015 nach dem Stratovulkan Calbuco benannt, der in der Region Los Lagos im Süden Chiles im Llanquihue-Naturreservates gelegen ist und nach jahrzehntelanger Ruhe am 22. April 2015 innerhalb weniger Stunden zweimal ausbrach.